# Hallettsville (Teksas)
Hallettsville je grad u američkoj saveznoj državi Teksas. Prema popisu stanovništva iz 2010. u njemu je živjelo 2.550 stanovnika.